# Милушаускайте, Соната
Соната Милушаускайте (лит. Sonata Milušauskaitė; род. 21 августа 1973, Пренай), в замужестве Букснене (лит. Buksniené) — литовская легкоатлетка, специалистка по спортивной ходьбе. Выступала на профессиональном уровне в 1992—2012 годах, победительница и призёрка первенств национального значения, участница четырёх летних Олимпийских игр.

## Биография
Соната Милушаускайте родилась 21 августа 1973 года в городе Пренай Литовской ССР.
Впервые заявила о себе на международном уровне в сезоне 1992 года, когда вошла в состав литовской сборной и выступила на юниорском мировом первенстве в Сеуле, где в ходьбе на 5000 метров заняла 15-е место.
В 1994 году на чемпионате Европы в Хельсинки показала 17-й результат в ходьбе на 10 км.
В 1995 году в 10-километровой дисциплине заняла 32-е место на чемпионате мира в Гётеборге.
Благодаря череде удачных выступлений удостоилась права защищать честь страны на летних Олимпийских играх 1996 года в Атланте — в программе ходьбы на 10 км показала время 48:05, расположившись в итоговом протоколе соревнований на 37-й строке.
В 1997 году в дисциплине 10 км заняла 64-е место на Кубке мира по спортивной ходьбе в Подебрадах.
На чемпионате Европы 1998 года в Будапеште финишировала на дистанции 10 км 21-й.
Начиная с 1999 года специализировалась на дистанции 20 км, в частности в этой дисциплине заняла 47-е место на Кубке мира в Мезидон-Канон и 30-е место на чемпионате мира в Севилье.
В 2000 году показала 33-й результат на Кубке Европы по спортивной ходьбе в Айзенхюттенштадте. Благополучно прошла отбор на Олимпийские игры в Сиднее, где с результатом 1:37:14 пришла к финишу 31-й.
В 2001 году стала 29-й на Кубке Европы в Дудинце и 18-й на чемпионате мира в Эдмонтоне.
На чемпионате Европы 2002 года в Мюнхене сошла с дистанции, тогда как на Кубке мира в Турине заняла 35-е место.
На чемпионате мира 2003 года в Париже была 16-й.
В 2004 году закрыла тридцатку сильнейших на Кубке мира в Наумбурге, показала 23-й результат на Олимпийских играх в Афинах.
На чемпионате мира 2005 года в Хельсинки финишировал 30-й.
В 2006 году заняла 25-е место на Кубке мира в Ла-Корунье и 21-е место на чемпионате Европы в Гётеборге.
На чемпионате мира 2007 года в Осаке показала на финише 22-й результат.
В 2008 году стала 12-й на Кубке мира в Чебоксарах. Принимала участие в Олимпийских играх в Пекине — в программе ходьбы на 20 км с личным рекордом 1:30:26	заняла 15-е место.
После пекинской Олимпиады Милушаускайте осталась действующей спортсменкой на ещё один олимпийский цикл и продолжила принимать участие в крупнейших международных стартах. Так, в 2009 году она выступила в дисциплине 20 км на Кубке Европы в Меце, но сошла здесь с дистанции.
В 2011 году участвовала в Кубке Европы в Ольяне, но завершила выступление досрочно, не показав никакого результата.
В 2012 году сошла на Кубке мира в Саранске и вскоре завершила спортивную карьеру.